# Kodros
Kodros (starořecky Κόδρος, latinsky Codrus) je hrdina řecké mytologie. Je považován za posledního z athénských králů, avšak jeho existence není historicky doložena. Nejstarší zmínka o Kodrovi se objevuje v řeči Lukúrga Athénského ze 4. století př. n. l. Podle chronologie, kterou v 1. století př. n. l. sestavil Kastor z Rhodu, vládl Kodros od roku 1089 před naším letopočtem a zahynul roku 1068 před naším letopočtem.
Byl synem Melantha, zakladatele dynastie Melanthovců. Jeho rod pocházel z Messénie a odvozoval svůj původ od boha Poseidóna. Za Kodrovy vlády musely Athény čelit invazi dórských kmenů, které vedl Alétes. Věštírna v Delfách vydala proroctví, že Athény může zachránit před pádem jedině smrt jejich krále. Kodros se proto rozhodl obětovat, pronikl v převleku za rolníka do tábora nepřátel na řece Ilisos a vyvolal potyčku, v níž byl zabit. Když nepřátelé zjistili, že nedodrželi radu věštkyně, rozhodli se upustit od útoku na město.
Pausaniás uvádí, že Kodros byl pohřben pod Akropolí, kde se dochoval jeho epitaf, a na místě jeho smrti byla postavena svatyně. Na paměť Kodrova vlasteneckého činu byl po jeho smrti titul krále (βασιλιάς) zrušen a athénští panovníci byli nadále označování výrazem archón (Άρχων). Prvním archontem se stal Kodrův nejstarší syn Medón, další synové založili v Malé Asii osady Milét a Kolofón.
Jeden z antických umělců červenofigurového stylu je nazýván Kodrův malíř (Ζωγράφος του Κόδρου) podle kyliku s vyobrazením Kodra, která je uložena v Archeologickém muzeu v Boloni. Johann Friedrich von Cronegk o něm napsal tragédii Codrus, která měla premiéru roku 1760 v Basileji.